# Taylor & Francis
Taylor & Francis Group — міжнародне книжкове видавництво зі штаб-квартирою у Великій Британії. Було засновано в 1852 році Вільямом Френсісом і Річардом Тейлором (який заснував своє видавництво ще в 1798 році). Являє собою один з підрозділів британської компанії Informa. Спеціалізується на публікації академічної літератури та наукових журналів. Taylor & Francis щорічно публікує понад 1800 нових книг і 1000 журналів. Видавництво має вісім офісів: у Великій Британії, Нью-Йорку, Бока-Ратон, Філадельфії, Сінгапурі та Сіднеї.

## Придбані компанії
- Lawrence Erlbaum Associates (2006)
- Routledge (1998)
- BIOS Scientific Publishers
- Brunner-Routledge
- Brunner-Mazel
- Carfax
- Cavendish
- CRC Press
- Curzon
- David Fulton Press
- Fitzroy Dearborn Publishers (2002)
- Frank Cass
- Gordon & Breach
- Heldref Publications (за винятком World Affairs) (2009)
- Marcel Dekker
- Martin Dunitz
- Parthenon Publishing
- Psychology Press
- Spon Press
- Swets and Zeitlinger Publishers
- Taylor Graham Journals
- Haworth Press
- Garland Science
- Westview Press (придбано в 2017)[5]

## Журнали
- Cryptologia (2006)
- European Romantic Review
- Journal of Natural History
- Integral Transforms and Special Functions
- International Journal for the Psychology of Religion
- Labor History (1959)
- Patterns of Prejudice
- Philosophical Magazine (1798)
- Quarterly Journal of Speech
- Quarterly Review of Film and Video
- Rethinking Marxism (2003)
- Journal of Legal Medicine